# Víctor Manuel Carrasco Gutiérrez
Víctor Manuel Carrasco Gutiérrez (Toluca de Lerdo, Estado de México) fue un médico y político mexicano, miembro del antiguo Partido Popular Socialista (PPS). Fue diputado federal de 1976 a 1979.

## Biografía
Fue maestro egresado de la Escuela Normal de Toluca y médico egresado del Instituto Politécnico Nacional (IPN). Ejerció como maestro en escuelas rurales y nocturnas para trabajadores; así como de preparatoria y escuela normal. Fue maestro de Historia del Movimiento Obrero Mexicano en la Universidad Obrera de México.
Fue miembro del Sindicato Nacional de Trabajadores de la Educación (SNTE) en el estado de México, así como del Partido Popular Socialista, del que fue integrante de su comité central. En 1976 fue postulado candidato del PPS a diputado federal por el Distrito 11 del estado de México, pero no logró la victoria al recibir 6 297 votos, frente a los 80 151 del candidato del Partido Revolucionario Institucional (PRI) Guillermo Choussal Valladares. Sin embargo, resultó elegido diputado de partido, para la L Legislatura de dicho año al de 1979.